# IPhone
L'iPhone és una línia de telèfons intel·ligents dissenyats i comercialitzats per Apple Inc. que fan servir el sistema operatiu d'Apple iOS. La primera generació d'iPhone va ser posada a la venda el 29 de juny de 2007.
L’interfície d'usuari es basa en una pantalla multitàctil, que inclou un teclat virtual. L'iPhone disposa d'internet Wi-Fi i connectivitat a les xarxes LTE 2G, 3G, 4G i posteriors. Un iPhone pot enregistrar vídeos (tot i que aquesta no va ser una característica estàndard fins a l'arribada del model iPhone 3GS), fer fotos, escoltar música, enviar i rebre correu electrònic, navegar per Internet, enviar missatges de text i rebre missatges de veu o video, i altres funcions que es van ampliant amb cada nou model, com per exemple el seguiment de la salut de l’usuari. Altres funcions disponibles mitjançant aplicacions esoecífiques són: videojocs, navegació GPS, connexió s xarxes socials, etc. L'App Store ofereix més de 775.000 aplicacions d'Apple ("apps") i de tercers.
Hi ha diverses generacions de models d'iPhone, cada una acompanyada inicialment per una versió de iOS que va evolucionant. La darrera versió d’iPhone a data 06.2024 és la 15, amb la versió 17.5.1 d’iOS.
L'iPhone original de primera generació va ser un telèfon GSM i els precedents de disseny que va introduir, com ara posició dels botons, s'ha mantingut a través de tots els models. L'iPhone 3G afegeix capacitats de xarxes 3G i GPS. Afegeix també un processador més ràpid i una càmera de major resolució que podria gravar vídeo a 480p. L'iPhone 4 apareix amb una major resolució de 960×640, en l'anomenada Retina Display, una càmera frontal VGA per vídeo trucada i altres aplicacions, i una càmera de 5 megapíxels mirant cap enrere amb captura de vídeo a 720p. Les actualitzacions de l'iPhone 4S van incloure una càmera de 8 megapíxels amb gravació de vídeo de 1785p, un processador A7 de doble nucli, i un sistema de control per veu en llenguatge natural anomenat Siri. L'iPhone 5 incorpora el nou processador dual-core A6, augmenta la mida de la pantalla a 4 polzades, i reemplaça el connector de 30 pins pel connector digital Lightning connector.

## Història
Tot va començar el 2004, quan diversos enginyers van començar a investigar pantalles tàctils sota la direcció de Steve Jobs, el CEO d'Apple (fins a finals de 2011, substituït per Tim Cook). Apple va crear aquest dispositiu amb la col·laboració exclusiva i sense precedents d'AT&T Mobility (llavors Cingular Wireless), amb un cost estimat de 150 milions de dòlars en un període de trenta mesos. AT&T va donar a Apple la llibertat de desenvolupar el maquinari i programari de l'iPhone, i fins i tot va pagar a Apple una fracció de diners obtinguts en oferir el servei mensual a consumidors (fins a l'iPhone 3GS), a canvi de 4 anys d'exclusivitat als Estats Units, fins al 2010.

## Models
Existeixen molts models històrics, descatalogats o vigents de l'iPhone: el de 1ª generació, 3G, 3GS, 4, 4s, 5, 5c, 5S, 6 i 6 Plus, 6s i 6s Plus, SE, 7 i 7 Plus, 8 i 8 Plus, X, Xs i Xs Max,  XR, 11, 11 Pro y 11 Pro Max, 12, 12 Pro, 12 Pro Max,13, 13 Pro, 13 Pro Max, iPhone SE (3a generació), Phone 14, iPhone 14 Plus, iPhone 14 Pro, iPhone 14 Pro Max.
A data 06.2024 els darrers models són: iPhone 15, iPhone 15 Plus, iPhone 15 Pro, i iPhone 15 Pro Max, presentats el setembre de 2023.

### iPhone (1a generació)
Del primer iPhone també se'n diu iPhone de primera generació, iPhone EDGE o iPhone original, per diferenciar-lo dels models posteriors. Aquest primer iPhone es va llançar, amb gran acceptació del públic, als Estats Units el 29 de juny de 2007 a les 18:00 hora local, únicament en les Apple Store, Botigues de AT&T i Apple Online Store al preu de 499 dòlars la versió de 4 GB i 599 dòlars la versió de 8 GB, encara que va ser presentat al món per Steve Jobs, President d'Apple Inc., en la MacWorld de l'any 2007.
Com a part de la campanya de vendes nadalenques, es va prendre la decisió de reduir el preu d'aquest aparell 200 dòlars, amb prou feines dos mesos després d'haver-lo llançat. El preu de venda de l'aparell de 8 GB va passar de 599 dòlars a costar 399 dòlars, mentre que el de 4 GB va romandre descatalogat i es va deixar de produir.
Especificacions tècniques
- Càmera digital de 2,0 megapíxels
- Sistema operatiu iPhone OS
- Navegador web Safari
- Pantalla gran (3,5" a 320x480 amb 160ppi)
- Interfície multitàctil (té un botó per anar al menú principal i un altre per bloquejar-lo)
- Funcionalitat de música i vídeo de l'iPod
- L'iPod presenta una interfície amb CoverFlow i efectes 3D.
- Bateria de 5 hores (temps de conversa, de vídeo o navegació) o 16 hores (reproducció d'àudio). 250 hores en espera.
- Wireless: Wi-Fi (802.11b/g) + EDGE + Bluetooth 2.0
- Dimensions: 115 x 61 x 11,6 mm
- Pes: 135 grams
- Processador de 620 MHz. (limitat a 412 MHz per estalviar bateria)
- RAM de 128 MB

### iPhone 3G (2a generació)
L'iPhone 3G es va presentar a la WWDC 2008 com a la segona versió del dispositiu. Es posà al mercat l'11 de juliol del 2008. Coincideix amb la sortida de la nova versió del sistema operatiu iPhone OS 2.0, que permet instal·lar aplicacions de tercers.
Noves característiques
- Bateria de fins a 10 hores (conversa en 3G), 6 hores (Internet), 7 hores (vídeo), 5 hores (conversa amb 2G) o 24 hores (reproducció d'àudio). 300 hores en espera
- Color negre (8 o 16 GB) o blanc (16 GB)
- GPS assistit
- Connectivitat 3G (Tribanda UMTS/ HSDPA: UMTS 850/ 1900/ 2100)
- Dimensions: 115 x 62,1 x 12,3 mm
- Pes: 133 grams

### iPhone 3GS (3a generació)
L'iPhone 3G es va presentar a la WWDC 2009 com a la tercera versió del dispositiu, amb el mateix disseny que l'anterior. La lletra "S" del seu nom prové de la paraula anglesa speed (velocitat). Va ser llançat el 19 de juny del 2009. Coincideix amb la sortida de la nova versió del sistema operatiu iPhone OS 3.0, que permet d'enregistrar notes de veu i utilitzar les funcionalitats de Copia, retalla, i enganxa.
Noves característiques
- Millora de la bateria.
- Models de 16 i 32 GB disponibles en blanc i en negre.
- Connectivitat 3.5G (Tribanda UMTS/ HSDPA: UMTS 850/ 1900/ 2100)
- Brúixola digital
- Càmera de 3 Megapíxels amb capacitat d'enregistrar vídeo
- Processador de 800 MHz (Limitat a 600 MHz)
- RAM de 256 MB
- Control per veu

### iPhone 4 (4a generació)

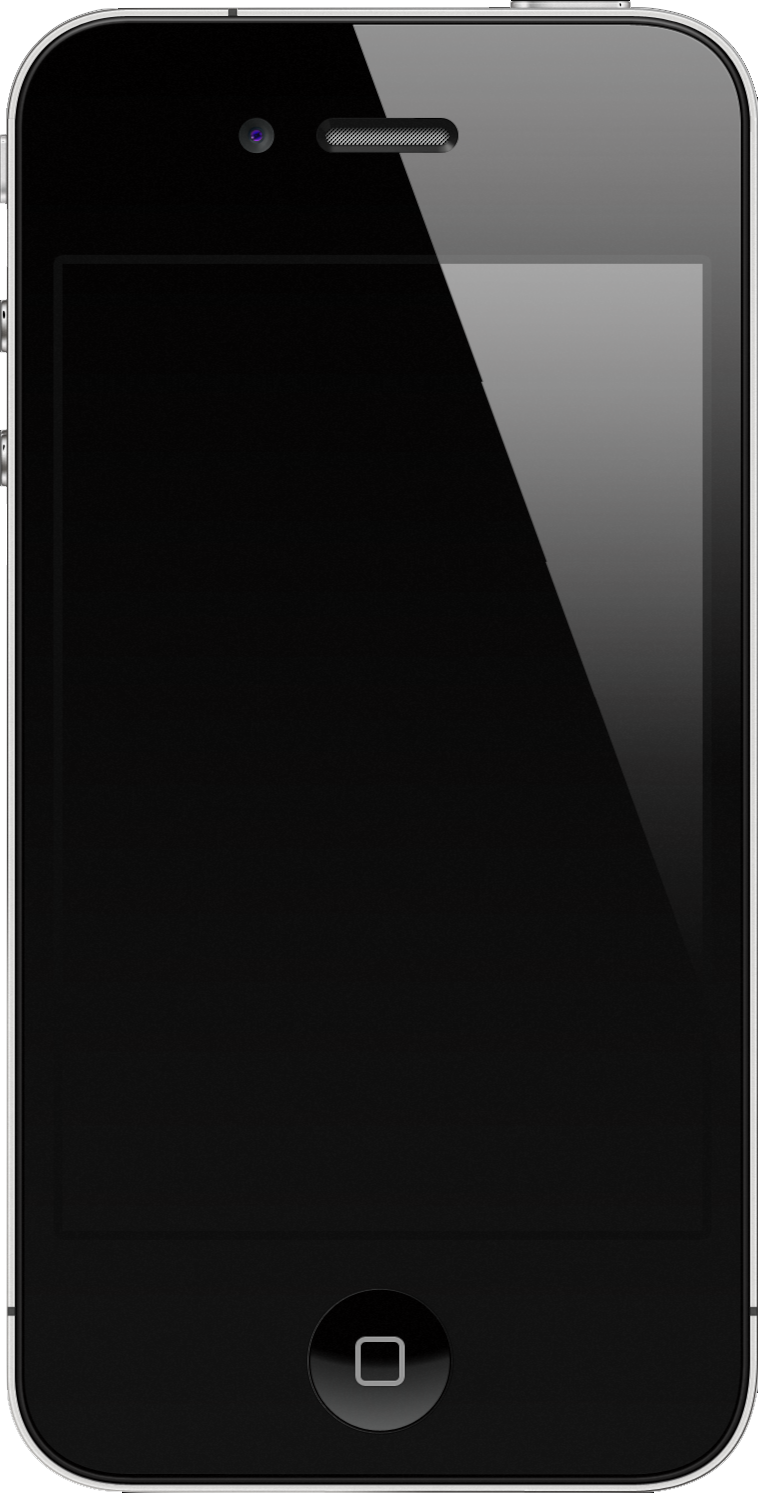
iPhone 4, que presenta un nou disseny respecte als models anteriors

L'iPhone 4 va ser presentat per Steve Jobs el 7 de juny a la WWDC 2010. Aquest nou terminal de la companyia presenta un nou disseny: tant la part davantera com la part del darrere són de vidre i els costats estan fets d'acer inoxidable, funcionant com a antena del telèfon. Aquest terminal està a la venda al públic des del 24 de juny als Estats Units, Japó, Regne Unit, França i Alemanya. A Espanya va estar disponible des del dia 30 de Juliol.
Els tècnic d'Apple incorporen en aquesta nova versió el software iOS 4.0 (abans anomenat iPhone OS 4.0), que entre diferents avanços incorpora la multitasca (multitasking), això permet tenir obertes diferents aplicacions a la vegada i anar d'una a l'altra en el mateix punt on estava anteriorment.
Noves característiques
- Càmera de 5Mp a la part del darrere
- Flaix LED
- Segona càmera frontal per realitzar video conferències
- Millora de la bateria, respecte al model anterior iPhone 3GS
- "Retina Display" una pantalla amb 4 vegades més resolució
- "iBooks", es poden llegir i comprar llibres en el telèfon

### iPhone 4S (5a generació)
Article Principal:iPhone 4S
L'iPhone 4s va ser presentat el 4 d'octubre de 2011 per Tim Cook en lloc de Steve Jobs, el qual mor l'endemà. Es tractava d'un telèfon intel·ligent de gama alta l'estètica del qual seguia sent gairebé idèntica a la de l'iPhone 4, tant en forma, com en dimensions, pes i pantalla. Tot i així, l'iPhone 4s va portar millores importants en el maquinari que van permetre l'obtenció de més actualitzacions de software, comparat amb el seu predecessor; la potenciació dels serveis basats en iCloud i, a més, l'estrena de IOS 5. Ha estat l'iPhone més venut de tota la història, aconseguint vendre 4 milions d'unitats en només un cap de semana.
Noves característiques:
- Càmera de 8Mp amb 5 lents amb flaix LED
- Enregistrament i edició en Full HD (1080p)
- Ús del xip A5 de doble nucli a 800MHz amb nova GPU
- Millora de la bateria
- Duplica les velocitats màximes de dades HSDPA fins als 14,4 Mb / s
- Grandària de memòria RAM: 512 MB.
- Afegeix el control per veu "Siri"
- Suporta xarxes CDMA i GSM amb doble antena
- micro SIM

### iPhone 5 (6a generació)
L'iPhone 5 va ser presentat el 12 de setembre de 2012, siguent el successor de l'iPhone 4. És el model més fi presentat fins a la data (només 7,6 mm de gruix), amb una pantalla més gran que accepta cinc files d'icones i construït en alumini. En aquest nou model es va incloure el nou sistema operatiu iOS 6, considerat com un dels majors salts interns fins al moment actual. Va estar disponible en dos colors, blanc i negre.
Noves característiques:
- Càmera de 8Mp amb capacitat per prendre panoràmiques de fins a 28 Mp
- Resolució de pantalla de 1.136 x 640 píxels
- Capacitat de 8, 16 i 32 GB
- Ús del procesador A6 de doble núcleo, dos vegades més ràpid que el seu predecessor l'A5 present en el iPhone 4s, i un 22% més petit

- Incorpora LTE, així com nova tecnologia Wifi, que permet utilitzar la banda de 5 GHz i arribar a velocitats de 150Mbits/s
- Ús del Facetime a través de la connexió de dades
- Disposa de tres micròfons.

- Millora de la bateria (10 horas d'ús de navegación amb Wi-Fi i 8 horas amb LTE)

### iPhone 5C
L'iPhone 5C es va anunciar el 10 de setembre del 2013 com un dels successors de l'iPhone 5, juntament amb l'iPone 5S. Presentava la mateixa tecnología que l'iPhone 5, però amb unes lleugeres millores i correccions, a més d'un preu menys elevat. En aquest nou model es va incloure el nou sistema operatiu iOS 7, el qual es basa en el concepte de la manipulació directe, com ara switches, pessics, etc. A més, algunes aplicacions utilitzen els acceleròmetres interns per a la resposta de rotacions i agitacions.
Noves característiques:
- Acabats posteriors de policarbonat de colors (blau, verd, rosa, groc i blanc)

- Capacitat de 8, 16 i 32 GB
- Càmera de 8Mp amb gravació Full HD (1080p) i zoom digital en gravació de video (3X)
- Antenes redissenyades al cos de policarbonat per aconseguir una major cobertura de bandes LTE
- Millora de la bateria (major durada)

### iPhone 5S (7a generació)
Article principal: iPhone 5S
L'iPhone 5S es va anunciar el 10 de setembre del 2013 com uns dels successors de l'iPhone 5, juntament amb l'iPhone 5C. Segons Apple la velocitat d'aquest dispositiu va augmentar el doble que el seu antecessor gràcies a la incorporació d'un coprocessador de moviment M7 i el SoC A7 a 1.3 GHz, així va aconseguir convertir-se en el primer dispositiu mòbil amb un processador de 64 bits. Alhora va aconseguir incorporar noves millores i característiques.
Noves característiques:
- Incorporació del sensor d'empremtes dactilars Touch ID
- Nova pantalla retina de 4'
- Càmera iSight de 8Mp completament redissenyada
- Nou flaix LED TrueTone
- Grandària de la memòria RAM: 1 GB
- Gravació a càmera lenta (120 fps), ràfegues de 10 fotos per segon i fotografies panoràmiques
- Tres colors nous i distints (Space Grey, Gold i Silver)
- Noves capacitats de 16, 32 i 64 GB

### iPhone 6 I 6 PLUS (8a  generació)
Article principal: iPhone 6
L'iPhone 6 i 6 Plus va ser presentat el 9 de setembre de 2014, successor de l'iPhone 5S i amb l'estrena de l'iOS 12. Els dos dispositius van crear furor per les seves novetats, principalment per augmentar la grandària de les pantalles considerablement i per traslladar el botó d'encesa a la part lateral dreta per una major comoditat. A més, la prevenda d'aquesta sèrie va superar els 4 milions en les primeres 24h de disponibilitat, i més de 10 milions de dispositius van ser venuts en els primers dies només als Estats Units. Actualment ja no és possible la seva adquisició de manera oficial a causa de la seva descatalogació.
Noves característiques:
- Augment de la grandària de la pantalla, 4,5’ i 5,7’ respectivament
- Ús del nou SoC A8 i M8, amb un major rendiment
- Nova càmera amb Focus Pixels amb capacitat de gravació de vídeo de 1080/60fps
- Millora de la tecnologia Touch ID
- Connexió 4G LTE, connectivitat Wi-Fi
- Suport NFC per a pagaments mòbils, denominat Apple Pay.
- Capacitats de 16, 32 i 64 GB

### iPhone 6S I 6S PLUS (9a  generació)
L'iPhone 6s i 6s Plus es van anunciar el 9 de setembre de 2015, com a successors de l'iPhone 6 i 6 Plus, amb la incorporació de nova tecnologia en els dos dispositius, novelles millores en les especificacions de hadrdware i amb iOS 9 preinstal·lat. Presenta el mateix disseny i mida que els seus predecessors, però amb la incorporació d'un nou color revolucionari.
Noves característiques:
- Nova tecnologia de pantalla “3D Touch Display”
- Incorporació del SoC A9 i M9, amb major rendiment
- Connexió Wi-Fi i LTE millorades
- Grandària de la memòria RAM: 2 GB
- Incorporació de la segona generació de Touch ID, sent el doble d'eficient
- Incorporació d'un nou color revolucionari (Rose Gold)
- Nou processador i xassís fet amb un aliatge d'alumini sèrie 7000
- Càmeres davanteres i posteriors actualitzades
- Incorporació d'una nova funcionalitat, coneguda com a Live Photos
- Noves capacitats de 16, 32 i 128 GB

### iPhone SE (9a generació)
Article principal: iPhone SE
L'iPhone SE es va anunciar el 21 de març de 2016, formant part de la novena generació i compartint vàries característiques amb l'iPhone 6S i 6S Plus (processador i coprocessador, càmera principal i RAM). En aquest cas el dispositiu segueix la línia de disseny imposada per l'iPhone 5S, però incloent el color Rose Gold. En el primer llançament la capacitat dels models van ser de 16 i 64 GB. En el 2017 es van llançar nous models de 32 i 128 GB.

### iPhone 7 i 7 PLUS (10a generació)
Article principal: iPhone 7
L'iPhone 7 i 7 Plus es va anunciar el 7 de setembre del 2016 com a successor de l'iPhone 6S i 6S Plus. El disseny es va mantenir igual que amb els seus predecessors però es van afegir lleugers canvis, com utilitzar alumini ultra resistent sèrie 7000, el nou disseny de la càmera i l'eliminació de l'entrada d'auriculars clàssica de 3.5mm i en el seu lloc es va substituir per una pròpia versió denominada “connector lightning”. Aquest model també compte amb la tecnologia 3D Touch, Live Photos, Retina Flash, vídeos en 4K i el nou iOS 10.
Noves característiques:
- Incorporació del processador A10 Fusió.
- Càmera principal de 12Mp amb apertura de ƒ/1.8 que li permet obtenir unes millors fotos i integra so de parlant estèreo que li permet obtenir unes millors fotos. En l'iPhone 7 Plus compte amb una càmera dual.
- Els dos models compten amb un nou Quad-Led Flash Tue Tone, amb millor abast del flaix i de la llum
- Noves capacitats de 32, 128 i 256 GB
- Primer model amb resistència a l'aigua i a la pols amb Classificació IP67 segons la norma IEC 60529
- Incorporació de dos nous colors, el Jet Black i el Matte Black

En el 2017 es va presentar una nova versió d'aquest model en vermell. Forma part de la iniciativa (PRODUCT) RED, fundació mundial de la lluita contra el VIH en l'Àfrica Subsahariana. Només disponibles en 128 i 256 GB.

### iPhone 8 i 8 PLUS (11a  generació)
Article principal: iPhone 8
L'iPhone 8 i 8 Plus es van presentar el 12 de setembre de 2017 com a successor de l'iPhone 7 i 7 Plus. Va mantenir el disseny dels seus predecessors però amb una part posterior de vidre i incorporant el nou sistema operatiu iOS 11. Les ventes d'aquest dispositiu van resultar menors que la dels seus predecessors.
Noves característiques:
- Incorporació del nou chip A11 Bionic, més petit i més potent mai creat per a un smartphone.
- Augment de la velocitat en un 70% i un 30% la velocitat gràfica respecte als seus predecessors.
- Millora en les càmeres
- Incorporació de la càrrega sense fils
- Capacitats de 32, 128 i 256 GB

### iPhone X (12a  generació)
Article principal: iPhone X
L'iPhone X es va presentar el 12 de setembre de 2017 en el primer esdeveniment celebrat per Apple en el Steve Jobs Theatre. Aquest dispositiu estrenava un disseny completament nou i diferent al utilitzat fins al moment per la marca, amb una pantalla completa i l'eliminació del boto home (que al mateix moment elimina el Touch ID). El seu cor el forma el chip A11 Bionic, amb CPU de sis nuclis i GPU de tres, ambdós desenvolupats per Apple i amb la incorporació del nou iOS 12. Un any després va ser descatalogat del mercat per no competir en vendes amb el seu successor l'iPhone XS i XS Max.
Noves característiques:
- Nova pantalla OLED[14] de 5,8 que ocupa tota la part frontal del dispositiu
- Incorporació de la tecnologia de reconeixement facial Face ID per desbloquejar rel telèfon i per realitzar operacions de confirmació d'identitat (ús del Apple Pay, compres en el App Store, etc)
- Nova càmera dual en la part posterior formada per un teleobjectiu i un grau angular, ambdues de 12Mp.
- Disposa de càrrega sense fil, una nova càrrega ràpida i una bateria amb una autonomia de 2 hores superior a l'iPhone 8.
- Dos úniques capacitats disponibles de 64 i 256 GB

### iPhone XS I XS MAX (13a  generació)
Article principal: iPhone XS
L'iPhone XS i XS Max es va presentar el 12 de setembre de 2018, mostrant noves característiques que els diferencien en gran part de les generacions anteriors, com per exemple el nou chip A12 Bionic amb la integració del Neural Engine d'última generació.
Noves característiques:
- Nova pantalla Super Retina HD, OLED Multicolor HDR
- Pantalla True Tone
- Nova grandària de pantalla, 5,8’ i 6,5’ respectivament
- Resistència a l'aigua i a la pols amb Classificació IP68
- Incorporació d'un nou color, el Gold
- Primer iPhone que incorpora la capacitat DualSIM i eSIM

### iPhone XR (13a  generació)
L'iPhone XR es va presentar el 12 de setembre de 2018, juntament amb els seus germans l'iPhone XS i XS Max. Es tracta del dispositiu de menor preu de la família X. Posseeix el mateix processador dels seus germans l'iPhone XS i XS Max, a més del chip A12 Bionic.
Noves característiques:
- Nova pantalla de 6,1’ True Tone Liquid Retina LCD
- Construït en vidre i alumini
- Disponibilitat en sis nous colors: blau, negre, blanc, groc, coral i PRODUCT RED
- Suport per a DualSIM i eSIM
- Compta amb un processador de 7 nanòmetres
- Eliminació de la tecnologia 3D Touch i incorporació de l'Haptic Touch, amb el qual es realitzen pulsacions prolongades fins a sentir la vibració del Taptic Engine
- La seva bateria està qualificada com la més duradora de tots els dispositius Apple

### iPhone SE 2 (continuació de 13a generació)
Article principal: iPhone SE (segona generació)
Presentat el 15 d'abril de 2020 i llançat oficialment el 24 d'abril del mateix any, aquest dispositiu és la renovació de l'iPhone SE. Incorpora el potent xip A13 Bionic, el mateix que té l'iPhone 11, però manté el disseny icònic de l'iPhone 8. Està disponible en tres colors: blanc, negre i vermell. Pel que fa a les càmeres, compta amb el mateix sistema que l'iPhone XR. Es pot adquirir en tres versions d'emmagatzematge: 64 GB, 128 GB i 256 GB.

### iPhone 11, 11 PRO, 11 PRO MAX (14a generació)
Article principal: iPhone 11
L'iPhone 11, 11 Pro i 11 Pro Max es va anunciar el 10 de setembre de 2019. Els tres mostren característiques molt semblants entre ells, com per exemple el xip A13 Bionic, però es diferencien per unes petites característiques, així i tot, tots tres incorporen el nou iOS 13.
Noves característiques:
- Noves mides per als tres dispositius, 6,1’, 5,8’ i 6,5’ respectivament
- Grandària de la memòria RAM: 4 i 6GB respectivament
- Millora en la càmera, tant posterior com en la davantera, i en el seu disseny

1. iPhone 11: nou disseny i incorporació d'una càmera de gran angular i ultra gran angular[16]
2. iPhone 11 Pro i 11 Pro Max: nou disseny i incorporació d'una triple càmera de gran angular, ultra gran angular i teleobjectiu[16]

- Qualificació IP68 segon la norma IEC 60529
- Major durada de la bateria en els tres dispositius
- Capacitat de 64, 128 i 256 GB

### Iphone 12, 12 MINI, 12 PRO, 12 PRO MAX (14a generació)
Article principal: IPhone 12
Article principal: IPhone 12 Mini
Article principal: IPhone 12 Pro
Presentat el 13 d'octubre de 2020, aquesta generació d'iPhone inclou quatre models: iPhone 12, iPhone 12 mini, iPhone 12 Pro i iPhone 12 Pro Max. Aquests dispositius introdueixen diverses novetats que els diferencien de generacions anteriors, com ara pantalles OLED amb tecnologia Super Retina XDR disponibles en tres mides (5,4, 6,1 i 6,7 polzades, que varia segons el model), marcs rectes (com en els models antics) i una àmplia gamma de colors. Els iPhone 12 i 12 mini es troben en negre, blanc, blau, vermell, verd i malva, mentre que els models Pro (iPhone 12 Pro i 12 Pro Max) estan disponibles en plata, or, blau pacífic i grafit.
Pel que fa a l'emmagatzematge, l'iPhone 12 i l'iPhone 12 mini s'ofereixen en versions de 64 GB, 128 GB i 256 GB, mentre que els models Pro estan disponibles amb 128 GB, 256 GB i 512 GB. Tots els models integren el nou i potent xip A14 Bionic.
A partir d'aquesta generació, Apple ha eliminat els auriculars i el carregador de les caixes dels dispositius per motius mediambientals. Únicament s'inclou un cable USB-C a Lightning compatible amb carregadors d'anteriors generacions o, sempre és possible, comprar el carregador a part.

### iPhone 13, 13 mini, 13 Pro i 13 Pro Max (15.ª generació)
Article principal: IPhone 13
Presentats el 14 de setembre de 2021, la línia de l'iPhone 13 inclou quatre models: iPhone 13, iPhone 13 mini, iPhone 13 Pro i iPhone 13 Pro Max. Aquests dispositius introdueixen nombroses millores, com ara lents amb més capacitat per captar llum, mode cinematogràfic, mode Macro, estils fotogràfics, zoom òptic de 3x, bateries amb major autonomia i una pantalla adaptativa de 120 Hz en els models Pro, juntament amb una reducció del notch del 20%. A més, es va afegir la gravació de vídeo en format ProRes als models Pro.
Per primera vegada, Apple va ampliar l'espai d'emmagatzematge fins a 1 TB. En els seus primers dies al mercat, aquests telèfons van destacar per les seves impressionants capacitats fotogràfiques, rebent elogis de professionals en edició de fotografia i vídeo, directors de cinema i aficionats a la captura d'imatges, cosa que els va convertir en un èxit immediat.

### iPhone SE 3 (Continuació de la 15.ª generació)
Article principal: IPhone SE (tercera generació)
Presentat el 8 de març de 2022 i llançat oficialment el 18 de març del mateix any, aquest dispositiu és l'evolució de l'iPhone SE 2. Disposa del potent xip A15 Bionic de l'iPhone 13, tot mantenint el disseny icònic de l'iPhone 8. Està disponible en tres colors elegants: blanc perla, negre mitjanit i vermell. Inclou el mateix sistema de càmeres de l'iPhone XR i es pot adquirir amb opcions d'emmagatzematge de 64 GB, 128 GB o 256 GB.

### iPhone 14, 14 Plus, 14 Pro i 14 Pro Max (16.ª generació)
Article principal: IPhone 14
Presentats el 7 de setembre de 2022, els nous models mantenen la línia de la generació anterior, amb l'excepció de la versió mini, que ha estat substituïda per una versió Plus de major mida que l'iPhone 14 convencional. Les millores destacades inclouen una pantalla compatible amb ProMotion a 120 Hz i Always-On Display (AOD), una nova càmera gran angular de 48 megapíxels, una autonomia de bateria millorada i la innovadora funció Dynamic Island. Aquesta última adapta el notch reduït per integrar funcions com notificacions i menús directament a la pantalla, disponible exclusivament en les versions Pro i Pro Max.
Tots els models parteixen amb 6 GB de RAM i opcions d'emmagatzematge que van des de 128 GB fins a 512 GB en les versions convencionals, i fins a 1 TB en les versions Pro. No obstant això, les millores en les versions convencionals són limitades, destacant principalment l'ús del xip A15 Bionic de l'iPhone 13 Pro. Per contra, les versions Pro estrenen el nou i potent processador A16 Bionic.

### iPhone 15, 15 Plus, 15 Pro y 15 Pro Max (17.ª generació)
Articles principals: IPhone 15 i IPhone 15 Pro
Presentats el 12 de setembre de 2023, aquesta nova generació manté els mateixos models que l'anterior. Tots els dispositius inclouen la funcionalitat Dynamic Island, que substitueix el famós notch. Els models base ara estan equipats amb una càmera principal de 48 megapíxels i càmeres secundàries (frontal i posterior) de 12 megapíxels.
Després de 11 anys amb el connector Lightning, la nova sèrie adopta el connector USB-C, complint amb la directiva europea 2022/2380. A més, ofereixen 6 GB de RAM i opcions d'emmagatzematge des de 128 GB fins a 1 TB (disponible només en les versions Pro i Pro Max).
Pel que fa als processadors, les versions convencionals mantenen el xip A16 Bionic, mentre que els models insígnia (Pro i Pro Max) estrenen el nou A17 Pro.

### iPhone 16, 16 Plus, 16 Pro, 16 Pro Max
Aquests telèfons es van presentar el 9 de setembre de 2024. Tots els models inclouen la funcionalitat Dynamic Island. Les versions base (iPhone 16 i 16 Plus) estrenen un nou disseny elegant amb les càmeres disposades en vertical. Tots els models compten amb una càmera principal de 48 megapíxels, mentre que les versions Pro incorporen un nou ultra gran angular de 48 MP i un teleobjectiu.
Tota la sèrie utilitza el connector USB-C i inclou un nou botó, en el lateral dret, anomenat "Camera Control", dissenyat per facilitar la captura de fotografies. A més, tots els models estan optimitzats per a la nova tecnologia d'Apple: Apple Intelligence.
- Els models base venen equipats amb el nou processador A18 i ofereixen emmagatzematge que va des de 128 GB fins a 512 GB.
- Els models Pro incorporen el A18 Pro i ofereixen opcions d'emmagatzematge des de 256 GB fins a 1 TB.

## Maquinari

### Pantalla i interfície
Gairebé totes les ordres es donen des de la pantalla tàctil capacitiva, que és capaç d'entendre gestos complexos. Les tècniques d'interacció l'iPhone fan que l'usuari sigui capaç de moure el contingut amunt o avall, simplement tocant qualsevol botó. Per exemple, per augmentar o reduir el zoom d'imatges i pàgines web es pot prémer amb dos dits i acostar-los a manera de pessic. De manera similar, el moviment del botó cap amunt o cap avall de la pantalla imita la roda d'un ratolí de PC. Ja que la fricció activa aquest moviment, la pàgina declararà fins a aturar-se si no es manté el contacte amb la pantalla. Així, la interfície simula la física d'un objecte real en 3D. Hi ha altres efectes visuals, com lliscar subseccions de dreta a esquerra, desplaçar de dalt a baix els menús de sistema (com per exemple, la secció de «favorits»), i els menús i widgets als quals es pot donar la volta i que mostren opcions de configuració per darrere.
El visualitzador respon a tres sensors. Un sensor de proximitat apaga el visualitzador i la pantalla tàctil quan es posa l'iPhone prop de la cara, per estalviar bateria i prevenir que algun botó es premi accidentalment a contacte amb la pell de la cara i l'orella. Un sensor de llum ambiental ajusta la brillantor de visualitzador, el que a més de protegir la vista també estalvia bateria. Un acceleròmetre de tres eixos detecta l'orientació del telèfon i canvia la pantalla segons estigui col·locada. Es poden veure fotos, pàgines web i portades de discos en horitzontal i en vertical, des de tots els sentits, però els vídeos només poden visualitzar-se en horitzontal i en un únic sentit, amb el botó d'inici a la dreta.
Una actualització de programari permetia a la primera generació d'iPhone fer servir antenes de telefonia mòbil i punts d'accés Wi-Fi per localitzar la seva posició tot i no tenir GPS. L'iPhone 3G inclou A-GPS, però també necessita antenes de telefonia mòbil i Wi-Fi per funcionar.
Un botó d'inici situat sota la pantalla porta a menú principal. Les altres seleccions es fan amb la pantalla tàctil. L'iPhone es visualitza a tota pantalla, amb submenús específics amunt o avall de cada pàgina segons el context, que s'engrandeixen o encongeixen depenent de l'orientació de la pantalla. Les pàgines més importants tenen un botó «enrere» per tornar a menú principal.
L'iPhone té tres botons als costats: apagar / encendre el telèfon, pujar / baixar el volum i el botó de silenci. Són de plàstic en l'iPhone original i de metall per l'iPhone 3G / 3Gs / 4. Totes les altres operacions multimèdia i de el telèfon es realitzen amb la pantalla tàctil. L'iPhone 3G té per darrere una carcassa de plàstic negre, per incrementar la força dels senyals GSM.2 L'iPhone 3GS compta a més amb la característica de poder optar per una carcassa de color blanc, disponible per a tots els seus models.

### So i sortides
La part inferior de l'iPhone té un altaveu (esquerra) i un micròfon (dreta) que flanquegen el connector de la base. Un altaveu es troba per sobre de la pantalla com un auricular, i un altre es troba a la banda esquerra de la part inferior de la unitat, davant d'un micròfon a la part inferior dreta. L'iPhone 4 inclou un micròfon addicional en la part superior per suprimir el soroll. En tots els models d'iPhone, els controls de volum són a la banda esquerra i com un control lliscant en l'aplicació iPod.
El connector de 3,5 mm per als auriculars TRRS es troba a la cantonada superior esquerra del dispositiu. La presa d'auriculars de l'iPhone original està oculta a la carcassa, per la qual cosa és incompatible amb la majoria dels auriculars si no utilitza un adaptador. Les generacions posteriors han eliminat el problema en tenir encastada la presa d'auriculars. Els cotxes equipats amb un connector auxiliar permeten utilitzar l'iPhone sense les mans mentre es condueix, com a alternativa al Bluetooth.
Si bé l'iPhone és compatible amb auriculars normals, Apple ofereix un "kit" mans lliures amb una funcionalitat addicional. Un botó d'usos múltiples prop del micròfon serveix per reproduir o pausar la música, saltar pistes, respondre al telèfon o finalitzar trucades sense tocar l'iPhone. Un petit nombre d'auriculars de tercers, dissenyats específicament per a l'iPhone, inclouen el botó del micròfon i control. Els auriculars actuals també proporcionen controls de volum, només compatibles amb els models més recents. Aquestes característiques s'aconsegueixen mitjançant un quart anell en la presa d'àudio, que porta aquesta informació addicional.
Bluetooth 2.x + EDR suporta auriculars sense fil i amb fil, el que requereix el perfil HSP d'àudio estèreo, que es va afegir a l'actualització 3.0 per al maquinari que suporta A2DP. Encara que existeixen solucions no sancionades de tercers, l'iPhone no és oficialment compatible amb el protocol de transferència d'arxius OBEX. La manca d'aquests perfils impedeix als usuaris d'iPhone intercanviar arxius multimèdia, com imatges, música i vídeos, amb altres telèfons mòbils amb capacitat Bluetooth.
Vídeo compost o components de fins a 576i i àudio estèreo es pot emetre des del connector de base mitjançant un adaptador venut per Apple. iPhone 4 també és compatible amb 1024 × 768 de sortida VGA a través d'un adaptador d'acoblament. L'iPhone no admet la gravació de veu abans de l'actualització de programari 3.0.

### Bateria
L'iPhone inclou una bateria interna recarregable. Igual que un iPod, però a diferència de la majoria dels telèfons mòbils, la bateria no és substituïble per l'usuari. L'iPhone es pot carregar quan està connectat a un ordinador per sincronitzar a través del cable USB inclòs amb el connector dock, similar a la càrrega d'un iPod. D'altra banda, un cable USB a l'adaptador de CA (o "carregador de paret", també inclòs) es pot connectar amb el cable per carregar directament des d'una presa de CA. Una sèrie d'accessoris de tercers (carregadors de cotxe, carregadors portàtils, caixes de bateries, carregadors de moll estèreo i fins i tot carregadors solars) estan també disponibles.
Apple realitza proves en les unitats de preproducció per determinar la durada de la bateria. El lloc web d'Apple diu que la durada de la bateria "està dissenyada per retenir fins a un 80% de la seva capacitat original després de 400 cicles complets de càrrega i descàrrega", que és comparable a les bateries de l'iPod.
La durada de la bateria dels primers models de l'iPhone ha estat criticada pels periodistes de tecnologia com insuficient i inferior a les exigències d'Apple. Això també es reflecteix en una enquesta de JD Power i associats sobre la satisfacció de client, que va donar als "aspectes de la bateria" de l'iPhone 3G la qualificació més baixa, de 2 de 5 estrelles.
Si la bateria funciona malament o mor prematurament, pot retornar el telèfon a Apple, que el substitueix de franc mentre estigui sota garantia. La garantia dura un any des de la compra i es pot ampliar a dos anys amb AppleCare. No obstant això, en molts països d'Europa la garantia legal és de dos anys, el que ha estat denunciat. Tot i que el servei de reemplaçament de la bateria i el seu preu no es va donar a conèixer als compradors fins al dia en què es va llançar el producte, és similar a com Apple (i altres) reemplacen les bateries dels iPods. La Fundació per als contribuents i Drets del Consumidor, un grup defensor dels consumidors, ha enviat una queixa a Apple i AT & T sobre la quota que els consumidors han de pagar perquè canviï la bateria. Des de juliol de 2007, estan disponibles "kits" de substitució de tercers a un preu molt més baix que el programa de substitució de la bateria de la pròpia Apple. Aquests kits inclouen sovint un petit tornavís i un fullet d'instruccions, però com en les bateries de molts models d'iPod més recents, en l'iPhone original la bateria està soldada. Per tant, per instal·lar la nova bateria cal un soldador. L'iPhone 3G utilitza una bateria diferent equipada amb un connector, que és més fàcil de reemplaçar.
Actualment, Apple ha millorat la capacitat i rendiment de les seves bateries, a partir de l'iPhone X fins a l'iPhone 11 i germans, en un 25%.

### Càmera
L'iPhone original i l'iPhone 3G incorporen una càmera d'enfocament fix de 2 megapíxels a la part posterior de fotos fixes digitals. No tenen zoom òptic de gravació, flaix o autofocus, ni són compatible amb vídeo (l'iPhone 3G té suport de gravació de vídeo a través d'aplicacions de tercers disponibles a l'App Store). No obstant això, jailbreak permet fer-ho als usuaris. La versió 2.0 de l'iPhone US introduir la capacitat d'integrar les dades de localització a les imatges, produint fotografies geocodificadas.
L'iPhone 3GS té una càmera de 3,2 megapíxels, fabricada per OmniVision, amb enfocament automàtic, balanç de blancs automàtic i macro automàtic (fins a 10 cm). També és capaç de captar 640x480 (resolució VGA) de vídeo a 30 fotogrames per segon (però sense flaix), encara que en comparació amb càmeres CCD de vídeo d'alta gamma en aquesta es mostra l'efecte persiana. El vídeo pot realitzar-se en el mateix dispositiu i pujar-lo directament a YouTube, MobileMe i altres serveis.
L'iPhone 4 va introduir una càmera de 5 megapíxels (2592 × 1936 píxels), també situada a la part posterior, equipada amb un sistema sensor d'il·luminació posterior capaç de captar imatges en condicions de poca llum, autofocus (amb la funció Tap-To- Focus d'Apple, que permet enfocar qualsevol punt en una foto o mentre es grava un vídeo, amb només tocar la pantalla), així com un flaix LED capaç de romandre encès durant la gravació de vídeo amb una resolució de 720p, considerada d'alta definició. Un cop gravats els vídeos, es poden pujar directament a serveis com YouTube, MobileMe o Vimeo. A més, l'iPhone 4 té una segona càmera en la part davantera capaç de fer fotos VGA i gravació de vídeo SD.
L'iPhone 4s va millorar la càmera posterior fins als 8 megapíxels, permetent fotos fixes de 3264 × 2448 píxels i vídeo HD de 1080p a 60 fotogrames per segon. La càmera davantera és de 0,3 Megapíxels VGA.
L'iPhone inclou el programari que permet a l'usuari carregar, veure i enviar fotos per correu electrònic. L'usuari fa servir el zoom en les fotos estrenyent o alliberant mitjançant la interfície multitàctil (doble clic). El programari interactua amb iPhoto i el programari Aperture en Mac o el programari Adobe Photoshop en Windows. En la versió 2.0 del sistema operatiu iOS, els usuaris poden permetre l'ús de les dades de la ubicació per integrar-los en les imatges i geolocalizar-les.
Flickr, la xarxa social de fotografia més important del món, és un dels llocs on la càmera de l'iPhone està ocupant el segon lloc en el rànquing d'ús, ja que és la càmera des de la qual els usuaris comparteixen més fotografies.
En el 2016 Apple va incorporar una segona càmera en l'iPhone 7, cosa que va revolucionar el mercat com un dels primers dispositius en combinar la càmera que sempre ha utilitzat la companyia amb un zoom òptic x2 que, gràcies a un zoom per software, pot arribar fins al x10.
Actualment, amb la incorporació dels seus nous dispositius, l'iPhone 11 Pro i 11 Pro Max, han redissenyat la càmera i li han incorporat una tercera per donar major funcionalitat a l'apartat fotogràfic. Ara l'iPhone compta amb càmera ultra gran angular, una gran angular i una teleobjectiu.

### Emmagatzematge i SIM
L'iPhone va ser llançat inicialment amb dues opcions per a la grandària d'emmagatzematge intern: 4 GB o 8 GB. El 5 de setembre de 2007, Apple va deixar de fabricar el model de 4 GB. El 5 de febrer de 2008, va afegir un model de 16 GB. L'iPhone 3G va estar disponible en 8 i 16 GB. L'iPhone 3GS va arribar en variants de 8, 16 i 32 GB. L'iPhone 4 va estar disponible en variants de 8, 16 i 32 GB. Els iPhone 5, 5S i 5C van esta disponibles en variants de 16, 32 o 64 GB. Els iPhone 6, 6S, 6 Plus, 6S Plus i SE van estar disponibles en tres mides, 16, 32, 64 o 128 GB. L'iPhone 7, 7 Plus, 8 i 8 Plus es van comercialitzar amb capacitats de 32, 128 i 256 GB. En la nova geneació X s'han comercialitzat tots els dispositius amb capacitats de 64, 128 o 256 GB. Totes les dades s'emmagatzemen a la unitat flaix interna, és a dir, l'iPhone no disposa d'emmagatzematge ampliat a través d'una ranura per targeta de memòria o la targeta SIM.
Els models d'iPhone GSM utilitzen una targeta SIM que s'identifica amb la xarxa GSM. La targeta SIM es troba en una safata, que s'insereix en una ranura a la part superior de l'aparell. La safata SIM pot extreure amb un clip o l'eina d'expulsió de SIM" (un simple tros de xapa encunyada) en l'iPhone original, 3G i 3GS. En la majoria dels països, l'iPhone es ven generalment amb un bloqueig de SIM, que evita que l'iPhone s'utilitzi en una xarxa mòbil diferent. L'iPhone 4 GSM compta amb una targeta MicroSim i des de l'iPhone 6 fins als actuals 11, 11 Pro i 11 Pro Max utilitzen una targeta nanoSIM. Des de l'iPhone 4, en tots els dispositius la ranura per introduir la targeta es troba a la part dreta del dispositiu.
El model CDMA de l'iPhone, com tots els telèfons CDMA, no utilitza una targeta SIM.

### Indicadors de contacte amb líquids
L'iPhone està equipat amb indicadors de contacte amb el líquid que canvien de blanc a vermell en el color quan entren en contacte amb l'aigua. Aquests indiquen si el dany de l'aigua ha afectat el dispositiu. Els indicadors de l'iPhone inclouen un petit disc que es troba a la part inferior de la presa d'auriculars i, en l'iPhone 3G i models posteriors, un altre addicional en la part inferior del connector de la base. Els empleats d'Apple fan servir freqüentment els indicadors per determinar si el dispositiu pot beneficiar-se d'una reparació o reemplaçament. Si els indicadors mostren que el dispositiu va estar exposat a l'aigua, poden determinar que Apple no cobreix la garantia del dispositiu. No obstant això, els indicadors de contacte amb el líquid poden activar-se per l'ús diari. Si el dispositiu es porta fent exercici físic, la suor del propietari pot activar els indicadors suficients per indicar dany per aigua. En molts altres telèfons mòbils de diferents fabricants, els indicadors de líquid en contacte es troben en un lloc protegit, com sota de la bateria darrere d'una tapa de la bateria, però els d'un iPhone estan directament exposats al medi ambient. Això generat crítiques a la ubicació dels indicadors, que també es pot veure afectada pel vapor al bany, humitat ambiental i altres. En resposta a aquestes crítiques, Apple va canviar la seva política de dany de l'aigua per als telèfons iPhone i productes similars. Aquesta nova política permet el client sol·licitar més inspecció interna del telèfon per verificar si els sensors interns de danys líquids s'ha disparat.
Actualment, des de la incorporació de l'iPhone 7 fins a l'actualitat tots els dispositius compten amb resistència a l'aigua, a les esquitxades i a la pols.

### Accessoris inclosos
Tots els models d'iPhone inclouen documentació escrita, i un connector per Base Dock a USB. L'iPhone 3G original també venia amb un drap de neteja. L'iPhone original inclou auriculars estèreo (auriculars i un micròfon) i un moll de plàstic per mantenir la unitat en posició vertical durant la càrrega i sincronització. L'iPhone 3G inclou un auricular similar a més d'una eina d'expulsió de SIM (el model original requereix un clip). Des de l'iPhone 3GS tots els dispositius inclouen l'eina d'expulsió SIM i un auricular revisat, que afegeix botons de volum (no funciona amb les versions d'iPhone anterior). Els iPhone 3G i 3GS són compatibles amb el mateix moll, que es ven per separat, però no el model original de moll. Totes les versions inclouen un adaptador de corrent USB, o "carregador de paret", que permet carregar des d'una presa de CA. Els iPhone 3G i 3GS venuts a Amèrica de Nord, Japó, Colòmbia, Equador o Perú inclouen un cable d'alimentació USB ultra compacte.
A partir del 2012 Apple va decidir innovar el connector i va crear el connector lightning, substituint el connector de 30 pins per només 8.

## Programari
Article principal: iOS (sistema operatiu)
L'iPhone i iPod Touch executen un sistema operatiu conegut com a iOS (abans iPhone US). És una variant del nucli Darwin que es troba en Mac OS X. També s'inclou el "Core Animation", component de programari de Mac OS X 10.5 Leopard. Juntament amb el maquinari PowerVR (i en l'iPhone 3G, OpenGL ÉS 2.0), que és responsable de gràfics en moviment de la interfície. El sistema operatiu ocupa menys de la meitat d'un gigabyte (encara que això ja no es compleix en les últimes versions de sistema). És capaç de suportar paquets i futures aplicacions d'Apple, així com dels desenvolupaments de tercers. Les aplicacions de programari no es poden copiar directament des de Mac OS X, sinó que s'ha d'escriure i compilar-se específicament per iOS. Aligual que l'iPod, l'iPhone es maneja amb fins ni fa molt amb iTunes. Les primeres versions de sistema operatiu requereixen 7.3 o posterior, que és compatible amb Mac OS X versió 10.4.10 Tiger o posterior, i 32 bits de Windows XP o Vista. El llançament d'iTunes 7.6 va ampliar aquest suport a les versions de 64 bits de XP i Vista. Apple proporciona actualitzacions gratuïtes per al sistema operatiu de l'iPhone a través d'iTunes, i històricament els principals canvis s'han acompanyat de nous models. Aquestes actualitzacions solen requerir una nova versió d'iTunes, però s'han mantingut els requisits de sistema iTunes. Les actualitzacions inclouen els pegats de seguretat i noves característiques. Per exemple, en l'iPhone 3G els usuaris van experimentar inicialment trucades caigudes fins que es va publicar una actualització.

### Interfície
La interfície es basa en la pantalla d'inici, que presenta una llista gràfica de les aplicacions disponibles. Normalment, les aplicacions per l'iPhone s'executen una cada vegada (no inclosos els iOS 4 en endavant, que inclouen l'execució d'aplicacions en segon pla), encara que la majoria de les funcionalitats estan disponibles al fer una trucada o en escoltar música. En qualsevol moment es pot accedir a la pantalla principal mitjançant un botó de maquinari o a través de la nova barra lateral inferior, incerida des de l'iPhone X, que se situa per sota de la pantalla, tancant l'aplicació en el procés. Per defecte, la pantalla d'inici conté les següents icones: Missatges (SMS i MMS), Calendari, Fotos, Càmera, YouTube (ja no disponible en l'última actualització de sistema), Borsa, Mapes (d'Apple), Temps, Notes de veu, notes, Rellotge, Calculadora, configuració, iTunes (botiga), App Store i (en l'iPhone 3G S i el 4 / 4s) Compass. Fixos a la base de la pantalla, hi ha quatre icones de Telèfon, Correu, Safari (Internet) i l'actualització de programari (multimèdia) de l'iPod delinear objectius principals de l'iPhone. El 15 de gener de 2008, Apple va llançar el sistema operatiu iOS 1.1.3, que permet als usuaris crear "web clips", les icones de la pantalla d'inici que s'assemblen a les aplicacions que s'obren una pàgina definida per l'usuari en Safari. Després de l'actualització, els usuaris d'iPhone poden reorganitzar les icones i el lloc en un màxim de nou pantalles laterals d'inici, a les que s'accedeix per una esllavissada horitzontal. Els usuaris també poden afegir i eliminar icones de la base, que és la mateixa en cada pantalla d'inici. Cada pantalla d'inici té un màxim de setze icones, i el moll amb capacitat per a quatre icones. Els usuaris poden eliminar clips de la xarxa i aplicacions de tercers en qualsevol moment, i poden seleccionar només algunes aplicacions per a la transferència d'iTunes. Els programes d'Apple instal·lats per defecte no es van poder treure fins a l'arribada del nou iOS 12. L'actualització 3.0 afegeix una recerca en tot el sistema, conegut com a Spotlight, en primer lloc a l'esquerra de la pantalla d'inici, però actualment s'activa lliscant la pantalla cap abaix. Gairebé totes les entrades s'administren a través de la pantalla tàctil, que entén els gestos complexos usant multi-touch. Tècniques d'interacció de l'iPhone permeten a l'usuari moure el contingut amunt o cap avall per un moviment de toc i arrossegament dels dits. Per exemple, el zoom dins i fora de les pàgines web i les fotos es fa col·locant dos dits a la pantalla i la difusió dels més allunyats o ajuntant-, un gest conegut com "pessigar". Per desplaçar-se a través d'una llarga llista o menú, és un dit sobre la pantalla de baix a dalt, o viceversa per tornar. En qualsevol cas, la llista es mou com si es pegués a la superfície exterior d'una roda, lentament, com si una desacceleració afectada per la fricció. D'aquesta manera, la interfície simula la física d'un objecte real. Altres efectes interactius inclouen el lliscament horitzontal subselecció, el teclat es llisca verticalment i el menú de favorits, i els ginys que giren al voltant de la configuració de permetre que es configuren en l'altre costat. Les barres de menús es troben a la part superior i inferior de la pantalla quan sigui necessari. Les seves opcions varien segons el programa, però sempre segueixen un estil constant. A les jerarquies de menú, un botó "enrere" en la cantonada superior esquerra de la pantalla mostra el nom de la carpeta principal. Permet conferències d'àudio, trucada en espera, fusió de trucades, identificador de trucades i la integració amb altres funcions de xarxa i funcions cel·lulars iPhone. Per exemple, si es reprodueix la música quan es rep una trucada, la música s'esvaeix, i torna quan la trucada ha acabat. El sensor de proximitat apaga la pantalla i la detecció tàctil quan l'iPhone s'acosta a la cara, per estalviar bateria i evitar tocs involuntaris. L'iPhone no és compatible amb les videotrucades o videoconferències en les versions anteriors a la quarta generació, ja que només hi ha una càmera al costat oposat de la pantalla. L'iPhone 4 (en les versions 4S i 5) és compatible amb videotrucades usant la part davantera o posterior de la càmera mitjançant Wi-Fi i 3G, una característica que Apple diu FaceTime. Els dos primers models només suporten el marcatge a través d'aplicacions de tercers. Control per veu, disponible des de l'iPhone 3G fins a l'actualitat, dotats d'un millor sistema de reconeixement de veu, permet als usuaris dir el nom d'un contacte o un nombre i l'iPhone el marca.
L'iPhone inclou una bústia de veu visual (en alguns països) característica que permet als usuaris veure una llista de missatges de correu de veu actual a la pantalla sense haver de trucar a la bústia de veu. A diferència de la majoria d'altres sistemes, els missatges poden escoltar-se i eliminar-se en ordre no cronològic, seleleccionant qualsevol missatge d'una llista a la pantalla. AT&T, O2, T-Mobile Germany i Orange, van modificar la infraestructura de la bústia de veu per acomodar aquesta nova característica dissenyada per Apple.
Una característica melodia musical es va introduir als Estats Units el 5 de setembre de 2007. Els usuaris poden crear tons de trucada personalitzats a partir de cançons comprades a l'iTunes Store per un preu addicional. Els tons de trucada poden ser de 3 a 30 segons de qualsevol part d'una cançó, pot fer fos d'entrada o de sortida, fer una pausa de mig segon a cinc segons cada repetició o repetició contínua. Tota la personalització es pot fer a iTunes, o alternativament, amb el programari d'Apple, GarageBand 4.1.1 o posterior (disponible només en Mac OS X) o eines de tercers.

### Aplicacions
Existeixen unes aplicacions predeterminades que incorpora l'iPhone de sèrie. Aquestes es divideixen en dos, les quatre principals en una barra inferior i la resta en les pantalles principals:
- Missatges: permet enviar SMS i missatges multimèdia.
- Calendari: calendari per gestionar cites i dates especials.
- Fotos: visualitza i gestiona fotografies.
- Càmera: permet fer fotografies i vídeo i guardar en el rodet (l'opció de vídeo només està disponible des d'iPhone 3GS).
- Borsa: permet veure les últimes cotitzacions en borsa en directe (servei proporcionat per Yahoo!).
- Mapes: eina per visualitzar mapes i establir rutes. Utilitza la tecnologia de mapes d'Apple, amb navegació pas a pas, i edificacions en tres dimensions (només disponible per a dispositius a partir de l'4S).
- Temps: permet visualitzar en temps real la temperatura de les ciutats desitjades (servei proporcionat per The Weather Channel).
- Rellotge: conté Rellotge Mundial, Alarma, Cronòmetre i Temporitzador.
- Calculadora: realitza operacions amb ella (si posiciones l'iPhone horitzontalment, es convertirà en una Calculadora Científica).
- Notes: un bloc de notes, per prendre apunts i enganxar text.
- Notes de Veu: es poden gravar notes de veu amb el micròfon que ve amb l'iPhone i iPod touch (quarta generació en endavant) de sèrie o amb els auriculars amb comandament i micròfon de l'iPod touch (tercera generació o posterior).
- Ajustaments: es visualitza el temps d'ús del dispositiu, en connectar-se a una xarxa Wi-Fi, al connectar un dispositiu d'àudio per Bluetooth, preferències de les aplicacions, establir un codi per desbloquejar i altres ajustos del telèfon.
- iTunes Store: per comprar música, vídeos, descarregar Podcast i visualitzar continguts.
- App Store: per comprar i descarregar aplicacions per l'iPhone.
- Brúixola: aplicació que serveix de guia i fa la funció de brúixola (només disponible des d'iPhone 3GS).
- Contactes: conté dades com telèfon, adreça, correu electrònic, etc., de persones o organitzacions.
- FaceTime: aquesta app, anunciada el 7 de juliol de 2010, permet fer trucades de vídeo en directe entre dispositius apple.
- Dreceres: a través de distints gestos, que el propi usuari crea, aconsegueix fàcilment canviar de pantalla, aplicació o simplement bloquetjar el terminal amb un gest.
- Recordatoris: aplicació que serveix per r
- Apple TV: connecta el teu dispositiu mòbil a la televisió i comparteix directament el contingut d'una pantallla a un altre.
- Cartera: aplicació que serveix per guardar targètes de crèdit, entrades de concerts, billets de transport, tot digitalment.
- Casa: enllaça distintes funciones de la teva casa, com llums, panys i altres accessoris, compatibles tots amb HomeKit.
- Salut: revisa la teva pròpia salut des del teu dispositiu, a més, també et serveix per altres funciones com veure quants passos has realitzat en un dia.
- Llibres: descarrega qualsevol tipus de document en aquesta aplicació per poder portar-los amb tu en qualsevol moment.
- Consells: aplicació que et serveix per aconsellar-te amb lliçons i trucs sobre el teu dispositiu.
- Cercar: troba qualsevol dispositiu Apple amb l'ajuda d'aquesta aplicació.
- Archius: aplicació que et permet revisar els archius interns del teu dispositiu.
- Watch: controla el teu Apple Watch des del mateix iPhone.
- iMovie: realitzar i editar videos directament des del teu terminal.
- Keynote: és un programa de presentacions desenvolupat com a part del conjunt de programari de productivitat iWork d'Apple.
- Numbers: és un programari de full de càlcul, desenvolupat per Apple Inc.
- Pages: és una aplicació de processador de textos i layout desenvolupada per Apple.
- iTunes U: és un reproductor de mitjans i botiga de continguts multimèdia desenvolupat per Apple per tal de reproduir, organitzar i sincronitzar iPods, iPhones, iPads i comprar contingut multimèdia.

En la barra inferior es destaquen les següents aplicacions com les més importants:
- Telèfon: per enviar i rebre trucades.
- Mail: per gestionar correus electrònics amb Microsoft Exchange Server, MobileMe, Gmail, Yahoo! Mail i AOL.
- Safari: navegador d'Internet amb suport d'HTML 5.
- Música: funció equivalent a un reproductor multimèdia iPod.

La col·locació de les icones pot personalitzar prement sobre ells durant un parell de segons i movent-los a la posició desitjada. Per confirmar la nova posició es prem simplement el botó d'inici.

## Actualitzacions
Apple proporciona actualitzacions gratuïtes per al sistema operatiu de l'iPhone a través d'iTunes i OTA, com passa amb els iPod. També ofereix pegats de seguretat i característiques noves o millorades, que es poden descarregar de la mateixa manera.
El dimarts 17 de març de 2009, Apple va presentar la nova versió 3.0. El llançament del (llavors anomenat) iPhone US 3.0 va ser el 17 de juny de 2009, incloent-hi noves característiques com "tallar i enganxar". Apple va anunciar la versió 4.0 amb data de llançament programada per al 21 de juny de 2010, que destaca entre altres característiques, la funció de multitasca, carpetes d'aplicacions, suport per teclats bluetooth, etc. Després es va llançar iOS 7.1.2, actualització del 14 de novembre de 2013, que presenta un nou disseny en la interfície d'usuari, així com millores significatives en les funcionalitats dels equips compatibles. Va seguir l'actualització iOS 8.0, llançada el 17 de setembre de 2014, que manté el seu disseny anterior i incorpora noves funcionalitats com Salut, Spotlight i Time-Lapse. iOS 9 va ser llançat al juny de 2015 i millora la bateria més de la manera d'estalvi de bateria, va estar disponible el 26 de setembre, després del llançament oficial de l'iPhone 6s i iPhone 6s més. A continuació, iOS 9.3 va ser llançat el 21 de març de 2016 i compta amb millores en el programari, a més d'una nova opció anomenada 'Night shift' que disminueix la intensitat de la color de la pantalla depenent de l'hora que tingui l'iPhone, algunes millores en l'aplicació 'Health' i correcció d'errors en el sistema. Seguidament, va ser llançat iOS 10.3.3, actualització del 17 de juliol del 2017, a on principalment es va potenciar el 3D Touch i es van canviar aspectes generals de certes aplicacions, com Fotos, Siri, etc. La següent versió és iOS 11.4.1, actualització del 9 de juliol del 2018, a on es va redissenyar la pantalla de bloqueig i el centre de control. Amb la introducció de l'iOS 12.2, actualització del 25 de març del 2019, es van actualitzar algunes funcions de l'iPhone com el Face Time, la regulació de les notificacions, etc. Finalment, en l'actualitat comptem amb l'iOS 13 amb el qual s'han introduït moltes noves característiques en les aplicacions, en la interfície i en la compatibilitat amb altres objectius.

## Multimèdia
La disposició de la biblioteca de música és similar als iPods i als telèfons Symbian S60, amb les seccions dividides més clarament per ordre alfabètic i amb una font (lletra) més gran. Com els iPods, l'iPhone pot classificar la seva biblioteca de mitjans de comunicació per cançons, artistes, àlbums, vídeos, "playlists", gèneres, compositors, "podcasts", "audiobooks" i recopilatoris. Flux de caràtules, sobre iTunes, mostra les caràtules dels diferents àlbums.
L'iPhone suporta la repetició sense espais sense música enmig de les cançons.
Com la cinquena generació d'iPods introduïda en 2005, l'iPhone pot reproduir vídeos, permetent als usuaris veure la televisió i pel·lícules. A diferència d'altres continguts relacionats amb la imatge, el vídeo a l'iPhone es mostra l'orientació horitzontal, quan el telèfon es gira de manera lateral. Al fer doble "clic" canvia entre pantalla gegant i reproducció de vídeo a pantalla completa.
L'iPhone permet als usuaris comprar i descarregar cançons de la tenda d'iTunes directament des del seu iPhone amb Wi-Fi i sobre la xarxa de dades mòbil.

## Connectivitat de Internet i accessibilitat
El primer iPhone pot connectar-se a una àrea local Wi-Fi o global GSM o la xarxa EDGE, ambdues normes 2G. Com a justificació a aquesta limitació enfront d'altres dispositius de la competència, Steve Jobs va declarar el setembre de 2008 que la tecnologia 3G hauria d'arribar als Estats Units i que els chipsets 3G haurien de fer-se molt més eficients abans d'incloure'ls en l'iPhone. L'iPhone 3G suporta UMTS i HSDPA, però no xarxes HSUPA. No és clar si suporta HSDPA 3,6 o HSDPA 7,2. Per defecte, l'iPhone demanarà una nova connexió Wi-Fi oberta i preguntarà la contrasenya quan es necessiti, també suportant manualment la connexió de xarxes Wi-Fi tancades.
No obstant això el suport Wi-Fi del dispositiu té dos grans inconvenients. El primer és que només suporta parcialment el sistema WEP (el més usat), permetent accedir només si s'està usant l'índex de clau 1 (WEP permet índexs 1 a 4). Si l'índex no és 1m no permet navegar, encara que el dispositiu mostra el terminal com connectat. Això és un gran problema, perquè no es poden utilitzar una gran quantitat de xarxes públiques; aquest "problema" no sembla que vagi a solucionar-se, ja que els usuaris se l'emporten notificant a Apple des d'abans de 2007 yApple no ha respost de moment. A més, no permet indicar claus en format hexadecimal, de manera que només es pot connectar a xarxes amb una paraula de pas com a clau.
Quan Wi-Fi està actiu, l'iPhone automàticament canviarà la xarxa d'EDGE a qualsevol xarxa Wi-Fi propera i que s'hagi provat abans. La versió 2.0 del Sistema Operatiu de l'iPhone suporta 802.1X, que s'utilitza en moltes universitats i xarxes Wi-Fi corporatives.
La connexió a Internet universal oferta per l'iPhone ha estat utilitzada pels usuaris. Segons Google, l'iPhone genera 50 vegades més recerca que qualsevol altre microtelèfon mòbil. Segons el president de Deutsche Telekom René Obermann, "l'ús mitjà d'Internet per a un client iPhone és més de 100 MB".
L'iPhone és capaç d'accedir a Internet per mitjà una versió modificada del navegador de Web de Safari. Les pàgines web es poden veure en mode horitzontal i es pot usar el zoom automàtic per ajuntar-ho o estendre amb les puntes dels dits sobre la pantalla. El navegador web mostra pàgines web completes, similars a un navegador web d'escriptori, i suporta el zoom fent doble-clic a la pantalla.
Apple va desenvolupar una aplicació per l'iPhone que permetia tenir accés al servei de mapes de Google Maps, satèl·lit o forma híbrida (opció de Google Maps), una llista de resultats de la recerca, o adreces entre dues posicions, proporcionant la informació de trànsit a temps real. Durant l'anunci del producte, Jobs va demostrar aquesta característica buscant posicions prop de Starbucks. Encara que l'iPhone no suporti Flash, Apple també va desenvolupar una aplicació separada per veure vídeos de YouTube sobre l'iPhone, similar a el sistema usat per a la televisió d'Apple, però ja no està disponible. Ara la versió present en el sistema és una desenvolupada per Google, disponible a través de l'App Store.

## Correu electrònic
L'iPhone també destaca el programa de correu electrònic que suporta el correu electrònic d'HTML, que permet a l'usuari integrar fotos en un missatge electrònic. PDF, Word i accessoris d'Excel per enviar missatges, es poden veure al telèfon. Actualment, Yahoo i Gmail de Google ofereixen el servei del correu electrònic de Push-IMAP, similar a una BlackBerry, per l'iPhone; IMAP i POP3 són suportats per l'iPhone, incloent-hi Microsoft Exchange i Kerio mailserver. Això actualment s'aconsegueix obrint IMAP sobre el servidor Exchange. No obstant això, l'11 de juliol de 2008, Apple va anunciar una llicència de Microsoft ActiveSync, quan va ser alliberat l'iPhone 2.0 amb programes consolidats. L'iPhone va als ajustos de compte de correu electrònic de sincronització del propi ús de correu d'Apple, Microsoft Outlook i Microsoft Entourage, o la configuració manual d'ajustos del dispositiu. Amb la configuració correcta, el programa de correu electrònic pot comprovar gairebé qualsevol IMAP o compte de POP3.

## Entrada de text
Per a l'entrada de text, el dispositiu posa en pràctica un teclat virtual sobre la pantalla tàctil. Comprova l'ortografia de manera automàtica i la corregeix, té capacitat predictiva de paraules (amb només prémer 2 lletres busca la paraula que volem escriure), i té un diccionari que pot aprendre noves paraules. Aquesta funció era criticada perquè de vegades resultava molesta, així que Apple va presentar una actualització que permet desactivar-la. Les tecles són una mica més grans i l'espai està més allunyat en la manera horitzontal, al principi només estava disponible en el navegador web Safari, però més tard es va permetre la vista horitzontal amb el seu respectiu teclat horitzontal en més aplicacions. No fer més èmfasi en la creació del text s'ha considerat una de les principals debilitats de l'iPhone, però uns altres creuen que el teclat virtual és un risc que val la pena. La manca d'un teclat físic permet optimitzar el teclat per a diferents usos i llengües. Amb la incorrporació del nou iOS 13 s'ha incorporat la innovadora funció de lliscar en el teclat per poder redactar amb més comoditat.

## Altres
El Bluetooth 2.X + EDR suporta auriculars sense fil, que requereixen el perfil HSP, però notablement no suporten àudio estèreo (necessiten A2DP), l'ordinador portàtil (necessita DUN i SPP) o el protocol de transferència d'arxius OBEX (necessita FTP, GOEP, i OPP). La manca d'aquests perfils impedeix als usuaris de l'iPhone intercanviar arxius multimèdia amb altres telèfons mòbils que tinguin bluetooth, incloent-hi imatges, música i vídeos. No obstant això gràcies al jailbreak i a l'aparició de programes dissenyats per furoners (com ara iBluetooth / iBlueNova i A2DP Enable), avui dia si es poden compartir tota mena d'arxius via Bluetooth amb un iPhone o utilitzar uns auriculars estèreo amb ell, ja s'han desbloquejat la majoria dels perfils del Bluetooth de l'iPhone si bé encara en queden uns quants sense desbloquejar.
Quant als missatges de text, es presenten cronològicament en una bústia per enviar, que col·loca tots els missatges juntament amb les seves respostes. Els missatges de text es mostren en un format similar a iChat, amb el nom de cada missatge. L'iPhone actualment té suport fix als e-mails, l'enviament i els esborranys dels SMS i envia imatges de la càmera al correu electrònic de forma directa. Suporta la multirrecepción de SMS mitjançant l'actualització de programari afegida el gener de 2008.

## Restriccions
El juny de 2010 es va descobrir que el dispositiu recopilava informació sense permís de l'usuari, de manera similar a Android. Ara, tots dos demanen permís a l'usuari.

### Bloquejos d'operadora
Mentre al principi els iPhone van ser venuts bloquejats sobre la xarxa d'AT&T, diversos furoners van trobar mètodes per alliberar el telèfon. Més tard, algunes empreses van començar a vendre iPhones lliures. Es calcula que més de la quarta part dels iPhone de primera generació que es van vendre als Estats Units no es van registrar amb AT&T. Apple s'especula que probablement van ser importats i alliberats. AT&T ha declarat que "l'iPhone no pot desbloquejar-se, fins i tot si està fora de contracte".
El 21 de novembre de 2008, a Alemanya, la companyia telefònica T-Mobile va anunciar que vendria el telèfon obert i sense un contracte amb T-Mobile, a causa d'una prescripció preliminar contra el T-Mobile posat en el lloc del seu competidor, Vodafone. Això es deu al fet que a Alemanya, igual que a Hong Kong, hi ha regulacions que obliguen a les companyies telefòniques a vendre equips desbloquejats. No obstant això, el 4 de desembre de 2008, un tribunal alemany va decidir concedir drets exclusius a T-Mobile de vendre l'iPhone bloquejat, a canvi, T-Mobile va oferir obrir els iPhones dels clients després que acabi el contracte. L'empresa va fer una petició a Apple per poder desbloquejar l'equip amb consentiment i d'aquesta manera, posar al dia els ajustos de l'empresa sobre la següent reestructuració de l'iPhone. Així mateix, els clients de les empreses Optus i Vodafone a Austràlia van coincidit en la decisió de desbloquejar els seus telèfons per treballar sobre qualsevol xarxa.
Al començament de 2009, un grup de furoners anomenat iPhone Dev Team va assegurar haver desenvolupat un programari que permet desbloquejar completament l'iPhone. També van afirmar que el telèfon es pot utilitzar amb qualsevol operadora telefònica de qualsevol país. No obstant això, hi ha crítics que adverteixen el risc que comporta per a Apple aquest nou Jailbreak, pel fet que pot desestabilitzar el model de comercialització de l'iPhone, ja que Apple ha aconseguit acords exclusius amb les operadores per a la seva venda, garantint la seva utilització únicament en la xarxa d'aquestes.

## Vigilància massiva d'agències d'intel·ligència
Article principal: Dades sobe la vigilància mundial (2013-2014)
En 2013 es va descobrir que les agències d'intel·ligència nord-americans i britàniques, concretament l'Agència de Seguretat Nacional (NSA) i el GCHQ, tenen accés a les dades personals de les persones que tenen iPhone, Blackberry i telèfons amb programari Android. Les agències són capaçes d'obtenir registres de les trucades telefòniques, SMS, localitzacions geogràfiques, correus electrònics i notes.

## En el cinema
Els iPhones també han sigut utilitzats dins del món cinematogràfic. Existeixen diverses pel·lícules que han estat parcial o completament gravades mitjançant aquests dispositius. Algunes d'aquestes són:
- Tangerine: Comèdia dramàtica del 2015 dirigida per Sean Baker que gira al voltant d'una prostituta transgènere que descobreix que la seva parella li ha sigut infidel. El rodatge complet d'aquesta pel·lícula es va dur a terme mitjançant tres iPhones 5s equipats amb lents especials. El propi director va declarar la facilitat que suposava  gravar amb aquest tipus de dispositius.[30]

Cartell publicitari de Tangerine, pel·lícula gravada amb iPhones 5

- Searching for Sugar Man: Documental suec-britànic del 2012 dirigit per Malik Bendjelloul que narra la cerca de la veritat de dos homes sud-africans després de la mort del seu ídol, el cantant Sixto Rodríguez. Aquest va guanyar l'Oscar en la categoria de millor documental llarg al 2013. El pressupost inicial no era suficient per acabar-lo, motiu pel qual el director va fer ús de l'aplicació 8mm Vintage Camera (1,79 €) per iPhone per tal de finalitzar el rodatge.[31]
- Oso polar: Pel·lícula mexicana del 2017 dirigida per Marcelo Tobar que gira al voltant de la temàtica del bullying. Al igual que Tangerine, el rodatge d'Oso polar es va dur a terme mitjançant diferents iPhones 5s amb lents especials i l'aplicació FiLMiC Pro.[32]
- Unsane: Pel·lícula del 2018  dirigida per Steven Soderbergh que gira al voltant d'una dona que ingressa a un centre psiquiàtric convençuda de que un home l'assatja. Se sap que el rodatge de la pel·lícula es va dur a terme mitjançant dispositius iPhone malgrat no  s'especifica ni el número ni el model. Diversos mitjans de comunicació afirmen que el dispositiu emprat era un iPhone 7. A través d'aquest projecte, el propi director defensa i prova que és possible narrar una història que atrapi l'espectador sense utilitzar mitjans professionals.[33]
- Uneasy lies the mind: Pel·lícula dramàtica de suspens dirigida per Ricky Fosheim al 2014. El rodatge de la pel·lícula es va dur a terme mitjançat un iPhone 5 i l'adaptador de lents Turtle Back. Un dels gran imprevistos va ser la poca resistència dels dispositius en les temperatures fredes del rodatge. Aquest es va solucionar mantenint els mòbils sota les aixelles dels membres de l'equip.[34]